# Encyclopædia Niciensis

L’Encyclopædia Niciensis, ou encyclopédie Niciensis, est éditée par Serre à Nice. Cette appellation est du reste apparue en cours de route, avec le volume III, et a  été donnée rétrospectivement aux deux premiers volumes. Cette entreprise est subventionnée par la ville, le département et la région.

## Présentation
Cette collection est dirigée par Gérard Coletta. 
L’encyclopédie comprend les ouvrages suivants, ayant tous un format identique de 24 centimètres sur 31 centimètres : 
- volume I : Armorial du comté de Nice (Familles et Communautés), par Pierre-Robert Garino, Serre, 2000, 127 p.,  (ISBN 2-86410-315-X). Préface de Michel Bottin.
- volume II : Chronologie illustrée de l'histoire du comté de Nice, par Michel Bourrier et Gérard Colleta, Serre, 2000, 286 p.,  (ISBN 2-86410-316-8).
- volume III : Anthologie de la Chanson du comté de Nice, par Albert Tosan, Gaël Princivalle et Frédéric d'Hulster, Serre, 2001, 291 p.,  (ISBN 2-86410-333-8). Dessins originaux de Sandrine Bertoglio. Ne comporte que des chansons en langue niçoise. 
Ce travail se situe dans le prolongement du collectage réalisé par Georges Delrieu dans la fin des années 1950, concrétisé par la publication de l’Anthologie de la chanson niçoise  en 1960, à l’occasion du centenaire du rattachement du comté de Nice.
- volume IV : Dictionnaire historique et biographique du comté de Nice, sous la direction de Ralph Schor, Serre, 2002, 412 p.,  (ISBN 2-86410-366-4). Parmi les auteurs : Pascal Arnaud, Jean-Philippe Dalbera, Michel Steve, Luc Thévenon...
- volume V : Comté de Nice baroque par Christiane Lorgues-Lapouge et René Lorgues :
  - tome 1 : La Vallée de la Tinée, Serre, 2004, 99 p.,  (ISBN 2-86410-416-4). Photographies d'Alain Philippon
  - à paraître :
    - tome 2 : Les Vallées du Var et de l’Estéron
    - tome 3 : La Vallée de la Vésubie
    - tome 4 : La Ville de Nice
    - tome 5 : Les Vallées de la Roya et de la Bévéra
    - tome 6 : Les Vallées du Paillon
    - tome 7 : Le Littoral, tables et index